# Flakpanzer IV Kugelblitz
Il Flakpanzer IV Kugelblitz (traducibile in italiano come "fulmine globulare") era un semovente antiaereo tedesco durante la seconda guerra mondiale.

## Caratteristiche
Questo mezzo era molto simile all'Ostwind ma con due cannoni aeronautici MK 103 Ausf. (modello) 103/38 AA con 1200 colpi.
Era costruito a partire dal telaio del Panzer IV, ed aveva invece di uno scudo ottagonale, una torretta basata, nonostante la corazza più spessa, su quella del Panzer II, adatta a portare due cannoni di piccolo calibro ma automatici. Venne utilizzato anche sul fronte come cacciacarri, se le munizioni erano perforanti.
Il cannone poteva elevarsi fino a 70° e abbassarsi di 5°. Un MG 34 da 7,92 mm con 900 colpi come armamento secondario completava l'opera. La corazza di 60 mm con angolazione di massimo 60° costituiva un'ottima difesa balistica, ed era abbastanza maneggevole: 38 km/h e 300 km di autonomia contro i 161 del moderno M42 Duster e i 260 del sovietico ZSU-23-4.